# Малоданилівська селищна територіальна громада
Малоданилівська селищна об'єднана територіальна громада — об'єднана територіальна громада в Україні, в Харківському районі Харківської області. Адміністративний центр — селище Мала Данилівка.
Площа громади — 89,76 км², населення — 13 666 мешканців (2017).
Утворена 12 липня 2017 року шляхом об'єднання Малоданилівської селищної ради та Черкасько-Лозівської сільської ради Дергачівського району.

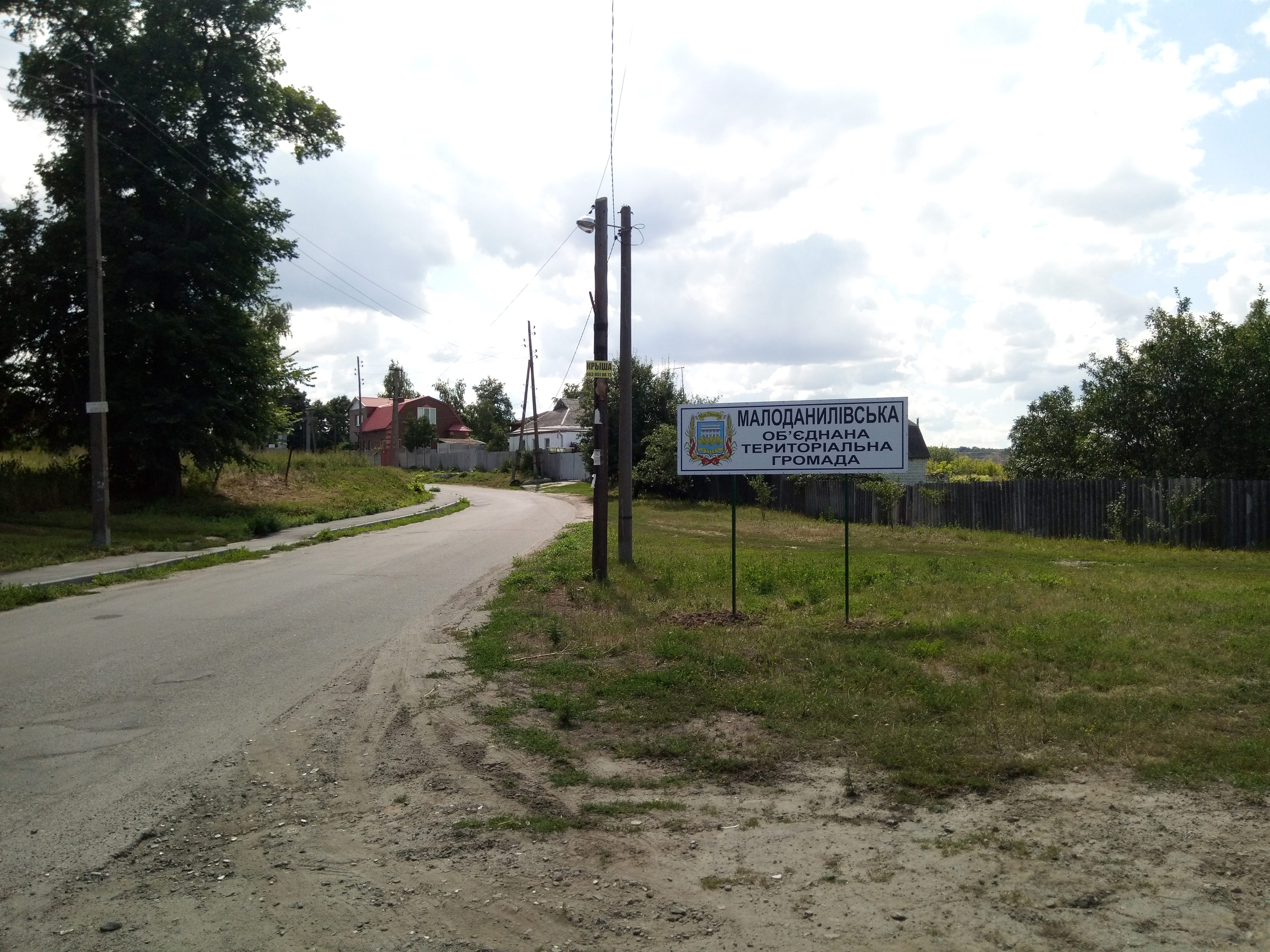
Вказівник Малоданилівської ОТГ

## Географія
Малоданилівська селищна громада розташована на північному заході Харківської області, площа складає 89,76 км² (0,3% площі Харківської області).
Громада знаходиться у лісостеповій географічній зоні. Рельєф пересічний, клімат помірний. На півночі громада межує з Дергачівською міською територіальною громадою, на півдні з обласним та районним центром – м. Харків, заході - Солоницівською територіальною громадою та на сходи - Циркінівською сільсьгою громадою. Громада примикає до Харківської окружної дороги. По території громади протікає річка Лопань, в яку впадає ліва притока ріки Лозовенька та Лозовеньківське водосховище.

## Населені пункти
До складу громади входять 2 селища (Мала Данилівка, Лісне) і 5 сіл: Зайченки, Караван, Лужок, Чайківка, Черкаська Лозова.

## Підприємництво
На території Малоданилівської громади функціонує Державне підприємсто підпорядковане Міністерству освіти і науки України  Харківський біо-технологічний університет.
Інші підприємства:
- Малоданилівська кінно-спортивна школа (на базі ДБТУ)
- Дорожнє експлуатаційне підприємсто Пятихатське ДЕП
- Регіональний ландшафтний парк - Фєльдман Екопарк
- Меморіальний комплекс обласного значення "Музей жертв Голодоморів"
- Харків-Скан
- Торговельний центр Метро
- Торговельний центр Планета-мол
- Ресторанний комплекс Будинок Лісника
- Ресторанний комплекс Баден-Баден
- Ресторанний комплек кафе "Берег"
- КІННО-СПОРТИВНИЙ КЛУБ КІННИЙ ДВІР
- Іппоцентр "Росток жизни"
- Пилорама «САДИБА PRO»
- Навчально-дослідний комбінат Державного біотехнологічного університету
- Пітомник декоративних рослин "Агро-Флора"
- Електромашстан
- Просто меблі
- Лісова науково-дослідна станція

## Освіта, культура, медицина
На території Малоданилівської громади  розташовано:
- Малоданилівський ліцей
- Черкаськолозівський ліцей (знищено)
- Малоданилівський ДНЗ Дзвіночок
- Черкаськолозівський ДНЗ Колосок
- Ліснянський ДНЗ Барвінок
- Малоданилівська дитяча музична школа ім. Гната Хоткевича
- Черкаськолозівський будинок культури
- Будинок культури ДБТУ (ХГЗВА, знищений 11 квітня 2024)